# 1488
- Wikisource

| Calendário gregoriano                                                        | 1488 MCDLXXXVIII                                     |
| Ab urbe condita                                                              | 2241                                                 |
| Calendário arménio                                                           | 937 – 938                                            |
| Calendário bahá'í                                                            | -356 – -355                                          |
| Calendário budista                                                           | 2032                                                 |
| Calendário chinês                                                            | 4184 – 4185 Início a 13 de janeiro (aproximadamente) |
| Calendário copta                                                             | 1204 – 1205                                          |
| Calendário etíope                                                            | 1480 – 1481                                          |
| Calendários hindus - Vikram Samvat - Calendário nacional indiano - Cáli Iuga | 1543 – 1544 1409 – 1410 4588 – 4589                  |
| Calendário Holoceno                                                          | 11488                                                |
| Calendário islâmico                                                          | 893 – 894                                            |
| Calendário judaico                                                           | 5248 – 5249                                          |
| Calendário persa                                                             | 866 – 867                                            |
| Calendário rúnico                                                            | 1738                                                 |
| Calendário solar tailandês                                                   | 2031                                                 |

1488 (MCDLXXXVIII, na numeração romana) foi um ano bissexto do século XV do Calendário Juliano, da Era de Cristo, e as suas letras dominicais foram  F e E (52 semanas), teve início a uma terça-feira e terminou a uma quarta-feira.
| Ano completo                          |
| ------------------------------------- |
| Ano bissexto com início à terça-feira |

## Eventos
- 3 de fevereiro - Bartolomeu Dias dobra pela primeira vez o Cabo das Tormentas, depois rebaptizado pelo rei de Portugal como Cabo da Boa Esperança.
- Fundação do Convento de Santa Clara no Funchal.
- Constata-se a existência de um tabelião no Caniço, ilha da Madeira.
- Provisão do Duque de Beja regulando a actividade dos almotacés.

## Mortes
- 11 de junho - Jaime III da Escócia
- 9 de setembro - Francisco II, Duque da Bretanha, de uma queda de cavalo

### Em datas desconhecidas
- Andrea di Francesco di Cione, conhecido como Andrea del Verrocchio, escultor italiano (1435-1488)
- John II, Duque de Bourbon
- Iizasa Choisai